# استان رایونگ

نقشهٔ تایلند و جایگاه استان رایونگ.

استان رایونگ  یکی از استانهای کشور تایلند است. مساحت آن 3552 کیلومترمربع می‌باشد. جمعیت این استان در سال ۲۰۰۰ بالغ بر ۵۲۲۰۰۰ نفر برآورد شده است .
استان رایونگ نظر تقسیمات کشوری بخشی از ناحیه شرق تایلند به حساب می آید. مرکز این استان شهر رایونگ است.